# Олтения
Олтения (на румънски: Oltenia) е историческата западна част на Влашко (източната е Мунтения).
Наименованието възниква вследствие от клаузите на Пожаревския мирен договор, с който тази част от Влашко е откъсната и предадена във владение на Свещената Римска империя (по-късно Австрийска империя). През 1737 година ведно със Смедеревския санджак (който е върнат на Османската империя) е възстановено единството на Влашко и предишното статукво между Високата порта и Австрийските Хабсбурги.
Областта граничи с Трансилвания на север, Банат на запад, на юг е ограничена от Мизия с Дунав, а от Мунтения условно я дели река Олт. Административно Олтения се подразделя на два окръга – Горж и Долж с главен град Крайова.